# Cogetinci
Cogetinci – wieś w Słowenii, w gminie Cerkvenjak. W 2018 roku liczyła 265 mieszkańców.